# 佐野俊輔
佐野 俊輔（さの しゅんすけ、1982年6月2日 - ）は、日本の俳優。愛知県出身。血液型AB型。kidsheartプロモーション代表。

## 来歴
1998年、名古屋のプロダクションに在籍し、ドラマ・舞台・CMに出演。
2004年、大手長良プロダクションに俳優として在籍しながら山川豊の付き人として修行。
2009年、地元に戻り、タレント事務所を設立。また、劇団 Smile BaKationに入団。
2012年、名古屋おもてなし武将隊のオーディションに挑戦し、2代目織田信長に合格。2016年3月まで約4年間務めた。
名古屋おもてなし武将隊を卒業後は俳優、プロデューサーとも幅広く活動。
映画製作・舞台演出・プロデュース・名古屋で唯一の「朝ゲキ」というジャンルを確立させた。

## 出演

### コンサート
- 2002年 『舟木一夫』
- 2002年 『コロッケ』
- 2003年 『山川豊・鳥羽一朗』

### 舞台
- 1998年〜2003年 『名古屋まちんなか演劇祭』
- 2000年  名古屋西川流 『名古屋をどり』中日劇場
- 2001年 『友情 桜のバラード』 原案：和泉聖治 脚本：布施博一  中日劇場
- 2001年  名古屋西川流 『名古屋をどり』中日劇場
- 2009年  劇団きまぐれ 『鰐梨の育てかた』 愛知県芸術劇場小ホール
- 2010年  名古屋西川流 『名古屋をどり』中日劇場
- 2013年  名古屋おもてなし武将隊 絆2013 「絆〜永劫の誓い〜」 テレピアホール
- 2022年  舞台 「護り屋」名古屋ナディアパーク
- 2024年  舞台 「護り屋 東京公演」渋谷伝承ホール

### 舞台 劇団 Smile BaKation
- 2009年 『さすらいダンボール』＜演劇博覧会カラフル3 1st Stage参加作品＞ 作・草野浩之 演出・渡辺一正 ゆめたろうプラザ
- 2009年 『思い出しページ』 作・草野浩之 演出・渡辺一正  愛知県芸術劇場小ホール
- 2009年 『さすらいダンボール』＜演劇博覧会カラフル3 2nd Stage 参加作品＞ 作・草野浩之 演出・渡辺一正  長久手文化の家
- 2009年 『走れストレート』 愛知県芸術劇場小ホール
- 2010年 『Friend of Justice 〜やすおの見た風景〜』 東京公演
- 2010年 『Friend of Justice  〜赤レンジャーよ永遠に〜』   伏見 G/pit
- 2010年 『さよならアンコール』 伏見 G/pit
- 2011年 『SUISEN』 作・竹内裕二 演出・渡辺一正  伏見 G/pit
- 2011年 『Smile』 作・演出・渡辺一正   愛知芸術劇場 小ホール
- 2011年 『BLACK BOX』 作・演出・渡辺一正  伏見 G/pit
- 2012年 『Smile』 作・演出・渡辺一正   愛知芸術劇場 小ホール

### TV
- 1999年 NHK 『熱中ホビー百花』
- 2002年 中部日本放送 『キッズウォー5』
- 2002年 テレビ朝日 『はぐれ刑事純情派』

### TV CM
- 2000年 フタバ年賀はがき
- 2000年 アパマンショップ
- 2001年 ユニモール
- 2002年 ファブリカ
- 2003年 ドコモ東海
- 2021年 日本塗装名人社

### PV
- 2001年 愛知県警

### WEB CM
- 2008年 100万ボルト

## プロデュース
- 緑区認定ダンスユニット「MDR23」総合プロデュース （2012年9月〜）
「緑区大好き23万人プロジェクト」は名古屋市緑区の地域活性化の為に結成されたダンスユニット
HP http://www.midori-fest.com/
- 沖縄三味線ユニット「大和」プロデュース（2013年6月〜）
男性3人によるユニット。岩崎真（1996年生まれ）山内涼平（1996年生まれ）木村亮太（1995年生まれ）
沖縄は日本で唯一地上戦が行われ、その悲しみ苦しみ歴史を忘れない事…紡いでいく事が
今の自分たちに出来る事だと思い、沖縄の楽器、三線（さんしん）の男性ユニットを立ち上げる。
- 「No name girls」プロデュース（2013年6月〜）
女性3人によるアイドルユニット 現在ユニット名募集中
1年間の間に、ブログを通じてユニット名を募集し、2014年6月1日までに募集件数1万件を
突破しなければ即解散！達成できた場合はCDデビュー。
- 《エンターテイメントグループGPS》（2019年11月〜）  リーダー岩崎真、特攻隊長藤田誠樹、癒しモンスター西部涼介、クリスタルBOY杉岡怜音  4人から成る、圧巻のダンスパフォーマンスに、透き通ったハーモニー。更にスリリングな剣舞が織りなす、まだ体感した事のない新感覚エンターテイメント！  https://www.khp-gps.com
- ガールズユニット「ハニートラップ」 堀井みゆ　野々美幸　渡部結女　東松侑里　平田奈美恵　愛踊祭2019 東海エリア代表　
2020.08.31 1stシングル【hello myself】発売

## 演出
- 《朝ゲキ》（2023年3月〜 イレブンベース）

出かける時はいつも
コインランドリーカタルシス
夏砂に描いた
記憶観覧車
- 《第0章　雷鼓〜戦国の約束〜》（2024年6月〜 北文化小劇場）
- 《再演　第0章　雷鼓〜戦国の約束〜》（2025年6月〜 北文化小劇場）

## kidsheartプロモーション代表
- タレント事務所経営
勉強とタレント養成を融合、勉学と芸能、様々な可能性を総合育成するタレント事務所を設立。
- ダンススクール「KIDS HEART」経営
- 学習塾経営（小学生〜高校生）
- 放課後等デイサービス経営